# Казахско-русский международный университет
Казахско-Русский международный университет (КРМУ) (каз. Қазақ Орыс Халықаралық университеті (ҚОХУ), англ. Kazakh-Russian International University (KRIU)) — негосударственное высшее учебное заведение в городе Актобе, Казахстан.

## История
Казахско-Русский международный университет – первый международный негосударственный вуз западного региона Казахстана. Университет создан 23 февраля 1994 года под руководством Темерхана Байбосыновича Бердимуратова.
Сначала он был образован как Актюбинское отделение Международного института бизнеса и права (1994-1996), затем – Актюбинское отделение Международного университета в Москве (1996-1998), Актюбинский институт менеджмента, бизнеса и права «НУР» (1998-2000).
В 1996 году при университете была открыта школа-лицей "Кунан"
В 1999 году при университете открыт Экономико-правовой колледж.
21 августа по предложению Президента Республики Казахстан Н.А. Назарбаева получил новое название, включающее международный компонент – Казахско-Русский Международный университет. Данное предложение Главы Государства было принято в соответствии с Декларацией о вечной дружбе и сотрудничестве между Казахстаном и Россией.
Первым ректором вуза был назначен кандидат исторических наук, доцент Утемисов Бактыбай Утемисович.
В 2010 году должность ректора занимал доктор химических наук, профессор Нысанали Ужетбаевич Алиев, приглашенный из КазНТУ им. К.Сатпаева.
В конце 2010 года на должность ректора по предложению президента вуза и единогласному решению Ученого совета была назначена кандидат филологических наук, доктор PhD, профессор Алтын Куанышбековна Мырзашова.
25 июня 2011 года открытие нового 7-ми этажного корпуса.
В 2015 достроен новый корпус.
Первыми специальностями университета были Юриспруденция, Финансы и кредит, Бухгалтерский учет и аудит, Переводческое дело. Эти специальности сохранены по сегодняшний день, количество выпускников данных специальностей сегодня достигает около 7000 человек.

## Современное состояние
На 2018 год Казахско-Русский Международный университет реализует образовательные программы по 22 специальностям бакалавриата, 6 специальностям магистратуры, 6 специальностям докторантуры. В КРМУ, с 2015 года реализуется проектная технология обучения, и действует 22 научных проекта. В университете обучаются более 4000 студентов из 6 стран. ВУЗ имеет представительства в Израиле и Сирийской Арабской Республике. Согласно данным Forbes.kz относится к одним из быстроразвивающихся компаний региона (компании-газели)
ВУЗ прошел реаккредитацию Независимого агентства аккредитации и рейтинга (НААР) 31 мая 2018 года, сроком на 5 лет. На 2018-2019 учебный год у ВУЗа более 12000 выпускников.

## Структура
Кафедры
Учебный процесс обеспечивают 4 кафедры:
1. Кафедра Юриспруденции
2. Кафедра Гуманитарных дисциплин
3. Кафедра Экономики, менеджмента и сервиза
4. Кафедра Технических и естественно-научных дисциплин

Экономико-правовой колледж
Экономико-правовой колледж был открыт в 1999 году и функционирует при Казахско-Русском Международном университете. Колледж осуществляет образовательную деятельность на основании Государственной лицензии АА №0010052 от 15.05.02г.
Специальности:
- Правоведение
- Таможенное дело
- Финансы
- Коммерция
- Маркетинг
- Менеджмент
- Банковское дело
- Экономика, бухгалтерский учет и аудит.

Школа-лицей «Кунан»
С 1996 года при Казахско-Русском Международном университете функционирует школа-лицей «Кунан».